# Ганка Палдум
Ханка Палдум (босн. Hanka Paldum нар. 28 квітня 1956) — боснійська співачка, виконавиця народних пісень і севдалінок, засновниця лейбла Sarajevo Disk. Вона вважається однією з кращих виконавиць севдалінок XX століття і популярна як у своїй рідній Боснії, так і в інших країнах колишньої Югославії.

## Біографія

### 1956—1971: Ранні роки і сім'я
Ханка Палдум народилася в місті Чайничі на сході Боснії в родині боснійців — мусульманів Муйо і Пемба. У неї є старший брат Мустафа і дві сестри, Раза і Расема. Її батько був лісорубом, а мати ткала килими. Як старша дочка в сім'ї, Ханка з п'яти років стала допомагати матері по господарству. Коли Палдум було сім років її сім'я переїхала до Вратника, в передмістя Сараєва.
Палдум почала співати в першому класі в складі хору початкової школи в якій вона навчалася. У віці дванадцяти років Ханка почала співати на заходах культурної асоціації «Братство», в якій перебував її брат Мустафа. Вона брала участь в різних аматорських співочих конкурсах, які нерідко вигравала. Її батько вважав, що вона повинна зробити кар'єру, яка приносить стабільний дохід, але Ханка вирішила стати професійною співачкою.

### 1972—1978: Радіо Сараєво, перші записи і шлюб
Палдум пройшла прослуховування на радіо Сараєво і почала брати уроки вокалу. Після двох років напруженої роботи вона зробила свої перші записи для архіву радіо Сараєво. Це були севдалінкіи — традиційні боснійські любовні міські пісні. Її першим записом була стара севдалінка «Moj behare». Вона продовжувала записувати пісні і записала понад сто севдалінок для архіву радіо.
Палдум записала і випустила свій перший міні-альбом в 1973 році у віці сімнадцяти років, коли продюсер і композитор Міята Божович запропонував їй співпрацю для запису двох синглів «Ljubav žene» («Любов до жінок») і «Burmu ću tvoju nositi» («Я буду носити ваші бірманці») спільно з народним оркестром радіо і телебачення Сараєва. Протягом двох років вона записала ще п'ять міні-альбомів , перш ніж випустила свій дебютний студійний альбом «Voljela sam oči nevjerne» («Вона сама любила  очі неймовірні») 13 лютого 1974 року.
У 1975 році Ханка посіла перше місце на фестивалі самодіяльних співаків «Pjevamo danu mladosti» («Ми співаємо в день молодості») з піснею «Pokraj puta rodila jabuka rodila jabuka» («Поряд з дорогою народилось яблуко»), написаної Міята Божовичем. Вони продовжили співпрацю і незабаром Божович написав для неї пісню «Voljela sam oči zelene», яка за кілька місяців стала хітом і довгий час залишалася коронної піснею в репертуарі Ханки. Після успіху «Voljela sam oči zelene» вона виступала в якості дебютантки на фестивалі в Ілідзе з піснею «Ja te pjesmom zovem» («Я називаю вас піснею»). Ця пісня також стала великим хітом.
Ханка познайомилася зі своїм першим чоловіком Мурадіфом Брікічем коли він вивчав літературу в Сараєвському університеті, в той час як вона навчалася в середній школі. Після трьох — чотирьох місяців дружби почали зустрічатися. Через деякий час вони одружилися  після того, як він закінчив університет в кінці 1970-о року. Незабаром після одруження його призвали на службу в Югославську народну армію, а Ханка вирушила в свій перший великий югославський тур з Мехо Пузічем.
Від першого чоловіка у неї було двоє дітей: дочка Мінелі і син Мірзад.
Ханка почала співати в багатьох елітних місцях Сараєва разом з Омером Побрічем, талановитим і популярним акордеоністом, і тим самим отримувала вокальний і виконавський досвід.

### 1979—1982: альбомиVoljela sam, voljela,("Я любила його, я любила його")Čežnja("Прагнення") іSanjam("Я мрі")
У 1979 році її чоловік закінчив службу в армії. Потім вони з Ханко і Брако Херло заснували звукозаписуючу компанію під назвою «Sarajevo Disk». Вони підписали контракт з рок-групою «Vatreni Poljubac», яку очолював Міліч Вукашіновіч. Почувши пісню Міліча «Volio sam volio» («Мені подобалися симпатії»), Мурадіф порекомендував записати цю пісню Ханке. Вона записала свою версію пісні в «домашній студії», яка належить продюсеру і етно-поп-композитору Ніколі Бороте-Радовану. Їх зустріч зіграла важливу роль в її кар'єрі. Інтерпретація Ханкою пісні «Voljela sam, voljela» в 1978 році завоювала слухачів, було продано більше мільйона копій; публіка любила її, а музичні критики хвалили. Ханка отримала визнання у всій Югославії і їй запропонували виступати з концертами. Вона отрима безліч нагород.
В наступному році Ханка записала ще один сингл «Odreću se I srebra I zlata» («Вони віддають срібло і золото»).В той же час вона готувала повноформатний студійний альбом під назвою Srebro i zlato("Срібло і золото"),  названий на честь пісні. Поряд з Мілічем Вукашіновічем, головним автором пісень, були присутні і інші відомі імена зі світу югославської фолк, поп та рок-музики: Горан Брегович, Нікола Борота-Радован, Бодо Ковачевич, Міята Божович, Благий Косанін.
З піснею «Voljela sam, voljela» («Я люблю його, я люблю») і альбомом Čežnja («Прагнення»)(1980) Ханка об'єднала народну і рок-музику. Її робота була погано сприйнята музичними критиками, композиторами і колегами. Вони говорили, що її музика підриває традиційну народну музику. Незважаючи на це, альбом Čežnja припав до душі більшій частині громадськості та було продано більше мільйона його копій. У 1982 році вона випустила альбом Sanjam, основним автором пісень якого був Міліч Вукашіновіч. Цей альбом приніс Ханкі ще більший успіх.

### 1983—1991: група Южні Ветар, гастролі і акторські роботи
Ханка почала свій гастрольний тур і вперше в народній музиці відбулися концерти на великих спортивних аренах по всій Югославії. У Белграді в «Будинку Синдикату», вона за сім днів провела 14 аншлагових сольних концертів. Майже кожна пісня з її нового альбому стала хітом, особливо заголовна пісня «Sanjam» («Я мрію»), хіт «Ja te volim» («Я люблю тебе»), а також «Ljubav je radost i bol» («Любов -це радість») і «Voljeni moj» («Ти любиш мене»). Вона отримала безліч державних музичних премій і перемогла в ряді музичних фестивалів. У цей період продюсерські компанії боролися за права на її нові пісні. Ханка за допомогою чоловіка Мурадіфа вирішила співпрацювати з белградським «Югопіском». Вважається, що бонус, який вона отримала від «Югопіска» був найвищим в Югославії. У 1983 році вона випустила альбом Dobro došli prijatelji («Вітаємо друзів»), знову об'єднавшись з автором пісень Мілічем Вукашіновічем.
Наступний її альбом Tebi ljubavi (До вашої любові) був випущений в 1984 році і мав великий успіх. Пісні були написані Мішо Марковичем. Найбільшим хітом альбому стала балада «Ali pamtim još» («Я все ще пам'ятаю»).
У 1985 році разом з композитором Міодрагом Ілічем і ансамблем Южні Ветар вона записала альбом Nema kajanja (Ні сумління). Він став одним з найуспішніших альбомів року.
Наступного разу вона повернулася до співпраці з Мілічем Вукашіновічем в 1986 році і записала альбом Bolno srce (Хворобливе серце), в який увійшли безліч хітів, включаючи заголовну пісню «Bolno srce». Для цього альбому вона також записала севдалінку під назвою «Sjećaš li se djevo bajna» («Пам'ятаєш подруго») з акордеоністом Мілорадом Тодоровичем.
У неї було камео у фільмі Бенджаміна Філіповича «Свято в Сараєво» (1991) в сцені з Еміром Хаджіхафізбеговичем.
Палдум одружилася вдруге, з Фуадос Хамзичес. Пізніше розлучилася.

### 1992—2008: розпад Югославії, альбомиNek 'je od srca("Це від серця") іŽena kao žena(«Жінка як жінка»)
Коли Югославія розпалася і почалися війни, Палдум провела цей час в Сараєво з 1992 по 1995 рік.
В 1999 році вона співпрацювала з Хайрудіном Варешановичем, солістом групи "Hari Mata Hari", над альбомом  Nek 'je od srca («Це від серця»). Спільно вони записали хіт «Crni snijeg» («Чорний сніг»). Балада «Svaka rijeka moru stići će» («Кожна ріка досягне моря») радіостанціями була названа «кращою піснею року».
У листопаді 2004 року вона провела великий концерт в Зетра-арені, відзначивши трє десятиліття своєї кар'єри. Серед гостей були Халід Бешліч, Алка Вуіца, Йосипа Лісац, Есма Реджепова, Саша Матіч і Міліч Вукашіновіч.
Надалі вона продовжила записувати пісні, такі як «Žena kao žena» («Жінка як жінка»), «Što da ne» («Чому ні»), «Sarajevo» («Сараєво») і «Dođi» («Давай»), які увійшли в студійний альбом у 2006 році Žena kao žena («Жінка як жінка») під лейблом Hayat Production. Балада «Mojoj majci» («Моя мати») була найбільшим хітом цього альбому.

## Дискографія
- Voljela sam oči nevjerne (1974)
- Srebro i zlato (1979)
- Sjajna zvijezdo (1980)
- Čežnja (1980)
- Sanjam (1982)
- Dobro došli prijatelji (1983)
- Tebi ljubavi (1984)
- Nema kajanja (1985)
- Bolno srce (1986)
- Gdje si dušo (1988)
- Kani suzo izdajice / Tako me uzbuđuješ (1989)
- Vjetrovi tuge (1990)
- Nek' je od srca (1999)
- Džanum (2001)
- S' kim si — takav si (2003)
- Žena kao žena (2004)
- Što svaka žena sanja (2013)

## Фільмографія

### Кіно
- Praznik u Sarajevu (1991) (Свято в Сараєво)

### Телебачення
- Në orët e vona (1982)
- Nad lipom 35 (2006)
- Lud, zbunjen, normalan (2009—2012); 2 епізоду